# Donald Sassoon
Donald Sassoon és professor d'Història europea comparada a Queen Mary, Universitat de Londres. Ha estat investigador i professor visitant en diverses universitats i institucions, com la Universitat d'Innsbruck, la Maison des Sciences de l'Homme (París), el Remarque Institute (Universitat de Nova York), la Universitat de Queensland (Brisbane, Australia), el Boston College i la Universitat de Trento. La seva obra s'ha traduït a dotze idiomes, entre ells l'espanyol: Mussolini y el ascenso del fascismo (Crítica, 2009), Cultura (Crítica 2006), Cien Años de Socialismo (EDHASA, 2001). Ha fet conferències en més de vint països.